# In the Pursuit of Leisure
In the Pursuit of Leisure es el quinto álbum de estudio de la banda estadounidense de rock alternativo Sugar Ray. Fue lanzado el 3 de junio de 2003 a través de Atlantic Records. La cantautora Esthero y el cantante de reggae Shaggy hacen apariciones especiales.
El álbum incluyó el sencillo "Mr. Bartender (It's So Easy)", una canción que incluye muestras del éxito de Sweet "Love Is Like Oxygen" y del éxito de Midnight Star "No Parking (On the Dance Floor)". Esa pista fue un éxito y alcanzó el puesto número 20 en el Adult Top 40 de Billboard. Una versión de la canción new wave de Joe Jackson "Is She Really Going Out With Him?" fue lanzado como segundo sencillo. Tuvo un éxito similar y alcanzó el puesto 29 en el Adult Top 40 de Billboard. 

## Lista de canciones
| N.º | Título                                                     | Note | Duración |  |
| 1.  | «Chasin' You Around»                                       |      | 3:38     |  |
| 2.  | «Is She Really Going Out with Him?» (cover de Joe Jackson) |      | 3:48     |  |
| 3.  | «Heaven» (con Esthero)                                     |      | 4:26     |  |
| 4.  | «Bring Me the Head of...»                                  |      | 0:42     |  |
| 5.  | «Mr. Bartender (It's So Easy)»                             |      | 3:30     |  |
| 6.  | «Can't Start»                                              |      | 3:42     |  |
| 7.  | «Photograph of You»                                        |      | 3:48     |  |
| 8.  | «56 Hope Road» (con Shaggy)                                |      | 3:51     |  |
| 9.  | «Whatever We Are»                                          |      | 3:41     |  |
| 10. | «She's Different»                                          |      | 3:30     |  |
| 11. | «In Through the Doggie Door»                               |      | 3:09     |  |
| 12. | «Blues from a Gun»                                         |      | 3:25     |  |

## Personal
Sugar Ray
- Mark McGrath - voz principal
- Rodney Sheppard - guitarras, coros
- Murphy Karges - bajo, coros
- Stan Frazier - batería, coros
- DJ Homicide - tocadiscos, samples, teclado

Músicos adicionales
- Esthero: voz (pista 3).
- Shaggy: voz (pista 8).